# 宇野秀徳
宇野 秀徳（うの ひでのり、1968年6月7日 - ）は、愛知県出身の日本のサッカー指導者、元サッカー選手。現役時代のポジションは、ディフェンダー。

## 来歴
選手時代はヤンマーディーゼルサッカー部、YKK APサッカー部などでプレー。
現役引退後は、2006年にからYKK APサッカー部のコーチを務める。アローズ北陸と2008年に統合しカターレ富山となった後も、引き続きコーチとして指導に当たった。2014年シーズン終了後、契約満了をもって退任するもその後はアカデミーコーチを務め、2018年からはカターレ富山と一般社団法人富山新庄クラブとの間で締結した協定に基づき、指導者派遣で富山新庄クラブトップチーム監督兼ジュニアコーチに就任した。

## 所属クラブ
- 愛知学院大学
- ヤンマーディーゼルサッカー部
- YKK APサッカー部

## 指導歴
- 2006年 - 2007年 YKK APサッカー部 コーチ
- 2008年 -  カターレ富山
  - 2008年 - 2013年 トップチームアシスタントコーチ
  - 2014年   トップチームアシスタントコーチ兼U-18コーチ
  - 2015年 - 2016年 普及育成 普及担当コーチ
  - 2017年   アカデミー（U-15）U-13担当コーチ
  - 2018年 - 富山新庄クラブトップチーム監督 兼 ジュニアコーチ (指導者派遣)